# لای چینگ ته
لای چینگ ته (چینی سنتی: 賴清德; پین‌یین: Lài Qīngdé; Tâi-lô: Luā Tshing-tik; زادهٔ ۶ اکتبر ۱۹۵۸) که با نام ویلیام لای نیز شناخته می‌شود، سیاستمدار و پزشک سابق اهل تایوان است. او همچنین رئیس‌جمهور تایوان است و در سمت معاون رئیس‌جمهوری این کشور فعالیت می‌کرد.
لای خود را «خدمتگزار عمل‌گرا برای استقلال تایوان» توصیف می‌کند. او از حفظ حالت کنونی در رابطه با وضعیت سیاسی تایوان پشتیبانی، و استدلال می‌کند که تایوان از پیش مستقل است و همچنین در حال بهبود روابط با ایالات متحده و سایر دموکراسی‌های لیبرال بوده‌است.